# OVP
Il Villar Perosa Mod.1918 o OVP è un mitra italiano prodotto dalle Officine Villar Perosa del Gruppo FIAT.

## Storia
Nel novembre 1916, il colonnello del Regio Esercito Abiel Bethel Revelli, ideatore della pistola mitragliatrice Villar Perosa, sviluppò per conto del Servizio Aeronautico due prototipi del moschetto automatico OVP ai quali seguiranno 500 esemplari. A guerra ormai finita, la produzione si attestò su poche centinaia di esemplari.  Verrà usata nella Guerra d'Etiopia e, a fianco del più moderno MAB 38, sul fronte dell'Africa Orientale fino alla sua caduta nel 1941. 
L'idea di separare le canne e montarle sull'affusto da fucile risultò essere in definitiva la strada vincente: nel 1918 la Beretta, con il giovane ing. Tullio Marengoni, sviluppò il Moschetto Automatico Beretta Mod.1918, montando il sistema canna-culatta della Villar Perosa sulla cassa
del Carcano Mod. 91.

## Tecnica
L'OVP nacque dall'esigenza di trasformare la Villar Perosa Mod.15, una mitragliatrice leggera binata con impugnatura a manopola, in un'arma d'assalto individuale e fu quindi la prima pistola mitragliatrice della storia. L'arma fu ottenuta da  una canna e relativa culatta della Villar Perosa Mod.15 montata su una cassa moschetto in legno, con un grilletto tradizionale invece della leva di sparo a farfalla. Prodotta inizialmente in versione solo automatico, in seguito vennero montati due grilletti, quello posteriore per il colpo singolo in semiauto e quello anteriore per la raffica libera. L'armamento avveniva arretrando una ghiera zigrinata posta intorno al fusto. Il sistema di chiusura è labile a massa battente con molla di ritorno e ritardo di apertura: una camma sull'otturatore, scorrendo in una traccia fresata nel castello, imprime all'otturatore stesso in chiusura una rotazione di 45°; al momento dello sparo, l'arretramento dell'otturatore è rallentato di un tempuscolo dalla rotazione obbligata impressa dallo scorrimento della camma nella traccia. A causa della bocchetta di alimentazione posizionata superiormente e della presenza quindi del caricatore da 25 colpi (con fenestratura verticale per colpi residui) sul dorso dell'arma, gli organi di mira sono posizionati disassati sulla sinistra.